# Бистра (станція)
Би́стра — проміжна станція 5-го класу Коростенської дирекції Південно-Західної залізниці лінії Бердичів — Житомир між станціями Житомир та Пряжів.
Розташована в місті Житомирі на вулиці Козятинській, поблизу розташоване село Слобода-Селець.

## Історія
Лінія Бердичів — Житомир була прокладена 1896 року. Роз'їзд 89 км виник 1940 року, згодом роз'їзд отримав теперішню назву, був перетворений на зупинний пункт. У 2017 році переведений у розряд станцій.

## Розклад
- Розклад руху приміських поїздів;
- з.п. Бистра